# Рендалл Холкомб
Рендалл Грегорі Холкомб (англ. Randall Gregory Holcombe), народився 4 червня 1950 — американський економіст, професор економіки в Університеті штату Флорида. Він старшим науковим співробітником Інституту Джеймса Медісона, аналітичного центру в Таллахассі, який спеціалізується на проблемах, з якими стикається держава. урядів, є старшим науковим співробітником Незалежного інституту в Окленді, штат Каліфорнія, і науковим співробітником Центру права та економіки Університету Джорджа Мейсона. З 2000 по 2006 рік він працював у Раді економічних радників губернатора Флориди Джеба Буша, а також був президентом Товариства суспільного вибору та Товариства розвитку австрійської економіки.
Доктор Холкомб є автором двадцяти книг і понад 200 статей, опублікованих в академічних і професійних журналах. Його книги включають «Політичний капіталізм: як створюється та підтримується економічна та політична влада» (2018) та «Координація, співпраця та контроль: еволюція економічної та політичної влади» (2020).
Холкомб є автором кількох книг з економіки та американської політики. У лібертаріанському теоретичному дискурсі він стверджував, що приватні оборонні агентства можуть створювати картелі та пригнічувати людей, більш-менш як уряди, не боячись конкуренції.